# Campeonato Mundial de Ciclismo em Estrada de 1969
Os Campeonatos do mundo de ciclismo em estrada de 1969 celebrou-se na cidade belga de Zolder de 10 a 24 de agosto de 1969.

## Resultados
| Evento                       | Ouro                                                                              | Ouro           | Prata                                                                    | Prata    | Bronze                                                                | Bronze      |
| ---------------------------- | --------------------------------------------------------------------------------- | -------------- | ------------------------------------------------------------------------ | -------- | --------------------------------------------------------------------- | ----------- |
| Provas masculinas            |                                                                                   |                |                                                                          |          |                                                                       |             |
| Homens - carreira em linha   | Harm Ottenbros · Países Baixos                                                    | 6 h 23 min 44s | Julien Stevens · Bélgica                                                 | m.t.     | Michele Dancelli · Itália                                             | + 2 min 18s |
| Contrarrelógio por equipas   | Suécia · Erik Pettersson · Gösta Pettersson · Sture Pettersson · Tomas Pettersson | 2h 01' 17"     | Dinamarca · Mogens Frey · Joergen Hansen · Joergen Lund · Leif Mortensen | + 1' 45" | Suíça · Xavier Kurmann · Bruno Hubschmid · Josef Fuchs · Walter Burki | + 6' 41"    |
| Amador - carreira em linha   | Leif Mortensen · Dinamarca                                                        | 4h 38' 30"     | Jean-Pierre Monseré · Bélgica                                            | + 59"    | Gustaaf Van Roosbroeck · Bélgica                                      | m.t.        |
| Provas femininas             |                                                                                   |                |                                                                          |          |                                                                       |             |
| Mulheres - carreira em linha | Audrey McElmury · Estados Unidos                                                  | 2h 04' 27"     | Bernadette Swinnerton · Reino Unido                                      | + 1' 10" | Nina Trofimova · União Soviética                                      | m.t.        |